# Kolagondanahalli, Kanakapura
Kolagondanahalli là một làng thuộc tehsil Kanakapura, huyện Ramanagara, bang Karnataka, Ấn Độ.